# 美田村顕教
美田村 顕教（みたむら あきのり、1850年1月16日（嘉永2年12月4日） - 1931年（昭和6年）1月10日）は、丹波亀岡藩（丹波亀山藩）出身の武術家（天道流第14代）。現在の天道流薙刀術が盛んとなる基を築いた人物。通称は岡之助、号は八重垣。

## 経歴
1849年（嘉永2年）、丹波亀山藩士・美田村正明の孫として丹波亀山（現 京都府亀岡市）に生まれ、1858年（安政5年）、藩の天道流剣術師範役・下河原一寧（天道流第12代）に入門する。翌1859年（安政6年）、11歳で家督を相続した。1860年（万延元年）より天道流のほかに、大蔵派弓術、大坪新流馬術、空伝流槍術、稲富流砲術も学んだ。
1863年（文久3年）の天誅組の変に際しては、御所の今出川御門外の警備に出陣。翌1864年（元治元年）、藩が西洋式兵制を採用したことにより、西洋式砲術の高島流とオランダ式・イギリス式兵学を学び、1868年（慶応4年）、高島流砲術の免許を授かる。
1871年1月（明治3年12月）に結婚し、1871年8月（明治4年7月）の廃藩後は、製紙業、材木商などの事業を始めたが事業は成功しなかった。同時期に写真術を修得した。
維新以後、欧米の文物が流れ込み日本の伝統的な価値が忘れられていく風潮を嘆き、1885年（明治18年）、一般子弟に古典や武術を教育することを目的として、顕教を含む数人で亀岡（明治2年に亀山から改称）に生徳社を設立した。顕教は生徳社の剣術教師となり生徳社の武道場・偃修館で剣術を教えた。
1891年（明治24年）、天道流第13代・下河原一霍より流儀を継承する。顕教は天道流の諸術の中で薙刀術を得意としたこともあり薙刀術の指導者としての活動が多くなり、1894年（明治27年）、皇族の御前で天道流薙刀術を演武したほか、西洞院子爵家の道場で薙刀術を指導した。その後、同志社女学校（現 同志社女子大学）、京都府立第一・第二高等女学校、滋賀県女子師範学校等の薙刀教師を歴任した他、小西酒造創業家の小西家の道場・修武館でも薙刀術を指導した。修武館で定められた剣術形「修武館奥之形」のうちの1本に顕教の伝えた天道流剣術の技が採用されている。
1904年（明治37年）、大日本武徳会本部の剣術と薙刀術の助教授に任命されたので、武徳会本部のある京都市に移住する。
1924年（大正13年）、薙刀術範士号を授与される。
1931年（昭和6年）1月10日没。享年83。流儀は養女（血縁上は姪）の美田村千代が継承した。